# Nhóm ngôn ngữ Senegambia
Nhóm ngôn ngữ Senegambia hoặc Đại Tây Dương (Tây) Bắc là một nhánh của ngữ hệ Niger-Congo tập trung ở Senegal (và Senegambia) và ở miền nam Mauritania, Guinea-Bissau và Guinée. Tuy nhiên, người Fula đã lan truyền các ngôn ngữ của họ từ Sénégal đến khắp miền tây và miền trung Sahel. Ngôn ngữ đông người nói nhất là tiếng Wolof, ngôn ngữ quốc gia của Sénégal, với bốn triệu người bản ngữ và hàng triệu người sử dụng như ngôn ngữ thứ hai. Có lẽ có 13 triệu người nói các phương ngữ tiếng Fula khác nhau và hơn một triệu người nói tiếng Serer.

## Phân loại
David Sapir (1971) đề xuất nhánh Đại Tây Dương Tây của ngữ hệ Niger-Congo (bao gồm một nhánh phía Bắc hầu như đồng nghĩa với nhóm Senegambia). Tuy nhiên, nhóm Đại Tây Dương Tây của Sapir (cùng các nhánh của nó) thiên về phân chia theo nhóm địa lý và hình thái hơn là các nhóm phả hệ. Cuộc điều tra duy nhất kể từ đó, Segerer & Pozdniakov (2010, 2017), đã loại bỏ phân nhóm Đại Tây Dương Nam. Các ngôn ngữ còn lại (thuộc phân nhóm Bắc/Senegambia) có đặc trưng là sự thiếu vắng thanh điệu. Nhánh Serer–Fulani–Wolof có đặc trưng là biến đổi phụ âm. Việc đưa các ngôn ngữ Nalu vào đây có thể chưa chính xác lắm.
|  | Fula (Fulani) |
|  |               |
|  | Serer         |
|  |               |

| Tenda | \| \| Bassari–Bedik \| \| \| \| \| \| Waney, Bapeng † \| \| \| \| |
|       | \| \| Bassari–Bedik \| \| \| \| \| \| Waney, Bapeng † \| \| \| \| |
|       | Jaad (Biafada, Pajade (Badjara))                                  |
|       |                                                                   |
|       | Bassari–Bedik                                                     |
|       |                                                                   |
|       | Waney, Bapeng †                                                   |
|       |                                                                   |

|  | Bassari–Bedik   |
|  |                 |
|  | Waney, Bapeng † |
|  |                 |

|  | Kasanga, Kobiana (Buy)           |
|  |                                  |
|  | Banyum (Nyun), Baïnounk Gubëeher |
|  |                                  |

|  | Fula (Fulani) |
|  |               |
|  | Serer         |
|  |               |

| Tenda | \| \| Bassari–Bedik \| \| \| \| \| \| Waney, Bapeng † \| \| \| \| |
|       | \| \| Bassari–Bedik \| \| \| \| \| \| Waney, Bapeng † \| \| \| \| |
|       | Jaad (Biafada, Pajade (Badjara))                                  |
|       |                                                                   |
|       | Bassari–Bedik                                                     |
|       |                                                                   |
|       | Waney, Bapeng †                                                   |
|       |                                                                   |

|  | Bassari–Bedik   |
|  |                 |
|  | Waney, Bapeng † |
|  |                 |

|  | Kasanga, Kobiana (Buy)           |
|  |                                  |
|  | Banyum (Nyun), Baïnounk Gubëeher |
|  |                                  |

|  | Fula (Fulani) |
|  |               |
|  | Serer         |
|  |               |

| Tenda | \| \| Bassari–Bedik \| \| \| \| \| \| Waney, Bapeng † \| \| \| \| |
|       | \| \| Bassari–Bedik \| \| \| \| \| \| Waney, Bapeng † \| \| \| \| |
|       | Jaad (Biafada, Pajade (Badjara))                                  |
|       |                                                                   |
|       | Bassari–Bedik                                                     |
|       |                                                                   |
|       | Waney, Bapeng †                                                   |
|       |                                                                   |

|  | Bassari–Bedik   |
|  |                 |
|  | Waney, Bapeng † |
|  |                 |

|  | Kasanga, Kobiana (Buy)           |
|  |                                  |
|  | Banyum (Nyun), Baïnounk Gubëeher |
|  |                                  |

|  | Fula (Fulani) |
|  |               |
|  | Serer         |
|  |               |

| Tenda | \| \| Bassari–Bedik \| \| \| \| \| \| Waney, Bapeng † \| \| \| \| |
|       | \| \| Bassari–Bedik \| \| \| \| \| \| Waney, Bapeng † \| \| \| \| |
|       | Jaad (Biafada, Pajade (Badjara))                                  |
|       |                                                                   |
|       | Bassari–Bedik                                                     |
|       |                                                                   |
|       | Waney, Bapeng †                                                   |
|       |                                                                   |

|  | Bassari–Bedik   |
|  |                 |
|  | Waney, Bapeng † |
|  |                 |

|  | Kasanga, Kobiana (Buy)           |
|  |                                  |
|  | Banyum (Nyun), Baïnounk Gubëeher |
|  |                                  |

Một số phân loại khác, bao gồm cả phân loại của Ethnologue phiên bản 20, cho rằng tiếng Fula có liên quan chặt chẽ với tiếng Wolof hơn so với tiếng Serer.